# A szép aktualitása
A szép aktualitása Hans-Georg Gadamer kisebb tanulmányainak válogatása, melyek művészetfilozófiai kérdésekkel és esztétikai problémákkal foglalkoznak. A tanulmánykötet először német nyelven 1977-ben jelent meg, a magyar fordítás 1994-ben látott napvilágot.

## Hans-Georg Gadamer filozófiai hermeneutikája
Filozófiai hermeneutikájában Gadamer újszerű megértéselméletet alapozott meg. Gadamer művészetértelmezésében nem módszertani eljárásokkal foglalkozik, hanem a megértés fogalmával, tapasztalatával mint ontológiai fogalommal, a megértésre mint az emberi élet alapvető létjellemzőjére reflektál s ezt, többek között, éppen a művészet tapasztalatának analízisével teszi. Az esztétikai tudatot illetve az esztétikai megkülönböztetést bírálja. Az esztétikai megkülönböztetésben, a modern esztétikának azon a törekvése nyilvánul meg, melyben a művészet világát mint fikciót, ábrázolást szembe állította a valósággal, ez által megkérdőjelezte igazságfeltáró erejét. Gadamer ezen tendenciával szemben dolgozta ki az esztétikai meg nem különböztetés fogalmát, mely által a művészet legitimitását, igazságfeltáró szerepét biztosítja. Gadamer érvrendszerében a játék, szimbólum és ünnep fogalmai mint az esztétikai tapasztalat antropológiai alapjai jelennek meg. Gadamer továbbá filozófiai hermeneutikájában az egyes művészeti ágak értelmezésére is hangsúlyt fektet, az irodalomra, ezen belül a tragédiára is, a festészetre és az építőművészetre.

## A művészet legitimációjának kérdése
A művészet legitimációjának kérdése a 20. és immár a 21. században újra aktuális, hiszen arra az igazságra, melyre igényt tart, nem magától értetődően jogosult napjainkban sem. Gadamer A szép aktualitása című művének már az első mondatában megfogalmazódik, hogy e kérdés nem csupán aktuális, hanem ugyanakkor régi téma is. A művészet története során azon helyzetekben vetődött fel, amikor a művészet újfajta igazságigénye állt szembe a tradícióval. Gadamer a 20. századi művészetre reflektálva írja, hogy az absztrakt és nonfiguratív alkotásokat szemlélve, ezek kortársaiként azt érezhetjük, hogy a művészet az elidegenedésbe és provokációba vetette magát, ezzel azt eredményezve, hogy szükségképp igazolásra szorul.

### A játék fogalmamint a művészettapasztalatunk egyikantropológiai alapja
Gadamernél a játék magának a műalkotásnak a létmódja. Annak érdekében, hogy ezen állítását megvilágítsa Gadamer visszatér a szó hétköznapi használatáig, amelyekben nincs ott a szubjektum, például a fények játéka, hullámok játéka, kivéve persze azon szubjektumot, aki ezt szemléli. Ezen mozgás az állandó ismétlődések által folyamatosan újul meg. Továbbá a játékban közömbös, ki végzi ezt a mozgást. Ezen mozgás az állandó ismétlődések által folyamatosan újul meg. Minden játék játszottság is egyben, lényege abban áll, hogy fölé kerekedik a játékosnak. A játék lényege még az emberi viselkedés játékosságában is tükröződik. Amikor az ember a lehetőségeivel játszik, a játék lényege, izgalma abban a kockázatban rejlik, hogy sikerül-e neki. A játék mindig együttjátszást igényel, a játékot néző is együtt játszik a játékossal. A néző, aki a gyermek játékát figyeli, együttmozog vele. „Amikor valóban »együtt mozog«, akkor ez nem más, mint participáció, a belső részvétel ebben az ismétlődő mozgásban.” A játékot továbbá kommunikatív tevékenységként is elgondolhatjuk, abban az értelemben, hogy nincs távolság a néző és a játékos között. További példaként említi itt Gadamer a teniszmérkőzést, ahol a nézőközönség szinte kificamított nyakkal követi a játékosok mozgását, együtt játszik azokkal.
A játék mint a művészet létmódjának az értelmezése rávilágít arra, hogy a műalkotás létében mindenképp fontos szerepe van a nézőnek, a befogadónak. Gadamer megfogalmazásában: „a modern művészeti kísérletek valamennyi formájában felismerhetnénk azt a motívumot, hogy a nézőt elválasztó távolságot a játék résztvevőjének érintettségévé változtassák.” 
Gadamer a hermeneutikai azonosság kifejezést használja, amely „esztétikai tapasztalatként megjelenve vagy értékelve még a legmúlékonyabbat és legegyszerűbbet is azonosként fogjuk fel.” Példaként említi itt az orgona improvizációt, amelyet ha csupán az előadó ujjgyakorlata lenne, nem ítélnénk meg, nem lenne mű. Zseniális interpretációnak vagy improvizációnak mondjuk, minőségét vagy esetleg annak hiányát ítéljük meg. „Tehát a mű egysége hermeneutikai azonosságon alapul.” Minden művészi produkció „mindig azt akarja mondani, amit létrehoz, akként, ami.” A mű azonossága eredményezi a megszólítottságot, ezért a műalkotás igazi befogadása, igazi tapasztalata azok számára létezik, akik együttjátszanak, tevékenységük révén saját teljesítményt nyújtanak.

### A szimbólum létvonatkozásai
A szimbólum mint az ontológiai explikáció következő vezérfonala jelenik meg Gadamer művészetértelmezésében. Gadamer ezen kulcsfogalom kapcsán is a szó jelentéstörténetét hívja segítségül, nem egyszerűen a modern művészetek jellemzőjeként mutatja be a szimbólumot. A művészi szép, a műalkotás jelentése olyasvalamire utal, ami nincs közvetlenül benne a látható és érthető látványában a műalkotásnak. Joggal kérdezhetjük, ahogy Gadamer is kérdezi, miféle utalás ez? A műalkotás mint szimbólum „olyan léttöredék, mely azt ígéri, hogy valami neki megfelelőt helyrehoz és teljessé egészíti ki, vagy az a mindig keresett másik töredék is lehet, amely saját élettöredékünket teljessé egészíti ki.” Gadamer ezen teljességben, teljessé kiegészítésben látja a művészet jelentőségét. Ám később kihangsúlyozza, hogy „ez nem azt jelenti, hogy az a meghatározatlan értelemelvárás, mely számunkra egy művet jelentőssé tesz, valaha is egészen teljesülhet úgy, hogy a teljes értelemegészt megértve és megismerve magunkévá tennénk.” Ezen elgondolástGadamer idealista eltévelyedésnek nevezi, melyet különösen a jelenkori művészet tapasztalata cáfol meg, mely elutasítja a fogalmilag megragadható értelemorientációt Ezen tendenciával szemben reflektál Gadamer a műalkotásra mint szimbólumra, mely a ráutalás és az elrejtés megszüntethetetlen, folyamatos játékán alapul.

### Az ünnep mint a művészet időtapasztalata
A szép aktualitásában Gadamer a következőket mondja az ünnepi időről: „…jellemző, hogy saját ünnepélyessége révén időt ír elő, s ezzel időt állít meg és elidőzésre késztetbennünket- ez az ünneplés.” Az emberi életünk, éveink számolgatása az ünneplésben felfüggesztődik. A megélt élet ezen időtapasztalatától tér át Gadamer a műalkotáshoz,melynek szintén saját időstruktúrája van. Azon időt, melyet beosztunk magunknak, amely fölött rendelkezünk, üres időnek, kitöltendő időnek nevezi Gadamer, ezen időstruktúrában előfordul az unalom szélsőséges esete. Ezen időtapasztalattal szemben , amikor soha nincs időnk, folyton tervezünk valami. Gadamer az ünnepre és a műalkotásra vonatkozó időt betöltött vagy saját időnek nevezi. Olyan szakaszaira reflektál ez által az életnek, mint például az ifjúkor vagy az öregkor, mely idővel nem megszámlálható. A számlálgatott idő az ünneplésben is felfüggesztődik, mert az ünnep elidőzésre késztet, ezzel pedig párhuzamban a műalkotásnak is mint organikus egységnek saját ideje van, amely az elidőzésben nyilvánul meg.

## Magyarul
- A szép aktualitása; vál. Bacsó Béla, ford. Bonyhai Gábor et al.; T-Twins, Bp., 1994 (Athenaeum-könyvek)